# Curtiss XBT2C
El Curtiss XBT2C fue un prototipo de bombardero en picado/torpedero biplaza y monomotor, desarrollado durante la Segunda Guerra Mundial para la Armada de los Estados Unidos. Derivado del bombardero en picado Curtiss SB2C Helldiver, fue un contendiente sin éxito para cubrir una especificación de la Armada de 1945 por un avión que combinara las tareas que previamente requerían diferentes aparatos. A diferencia de los otros contendientes, el XBT2C fue diseñado para acomodar a un operador de radar.

## Diseño y desarrollo
En los años 30 y principios de los 40 del siglo XX, la Armada dividió sus bombarderos embarcados en dos tipos: los torpederos y los bombarderos en picado, con tripulaciones de dos o tres hombres. La experiencia de guerra demostró que los pilotos podían apuntar las bombas y torpedos sin la ayuda de otros tripulantes, así como navegar con la ayuda de radio balizas, y el desarrollo de motores más potentes significó que los más rápidos aviones ya no necesitarían de artilleros traseros para autodefenderse. Además, la fusión de los dos tipos de bombarderos aumentaba significativamente la flexibilidad de un grupo aéreo de portaaviones y permitía que aumentase la cantidad de cazas de un grupo aéreo.
Curtiss había estado proponiendo cambios para mejorar el bombardero en picado biplaza Curtiss SB2C Helldiver casi desde que el avión había entrado en producción en 1942, pero la Armada rechazó los que pudieran afectar negativamente a la producción. La compañía presentó una propuesta en agosto de 1944 de una rediseñada versión monoplaza de bombardero en picado/torpedero del Helldiver con el más potente motor radial Wright R-3350 Duplex-Cyclone, para cubrir una competición para esta clase de avión, pero fue rechazada debido a que no fue juzgada como una mejora suficientemente significativa como para justificar la interrupción de la producción. Seis meses más tarde, Curtiss presentó una propuesta reelaborada que incluía una cubierta de burbuja, unos aerodinámicos fuselaje y empenaje, y llevaba un segundo tripulante en el fuselaje trasero para operar el radar, que estaba montado en un contenedor bajo el ala de estribor. Para acelerar el desarrollo y facilitar la producción, el XBT2C retenía gran parte del ala y de la estructura del fuselaje del Helldiver.
La Armada emitió la Especificación Detallada SD-394A el 29 de enero de 1945 para el XBT2C-1, que coincidía con la propuesta de Curtiss, y fue seguida por un contrato por diez prototipos, el siguiente mes. Finalmente, solo se construyeron nueve aviones, ya que la capota del motor, las alas y el empenaje del décimo avión fueron usados en uno de los prototipos del Curtiss XSB2C-6. Compartiendo casi la mitad de sus piezas con el Helldiver, la construcción del primer avión fue relativamente rápida y realizó su primer vuelo el 7 de agosto.

### Descripción

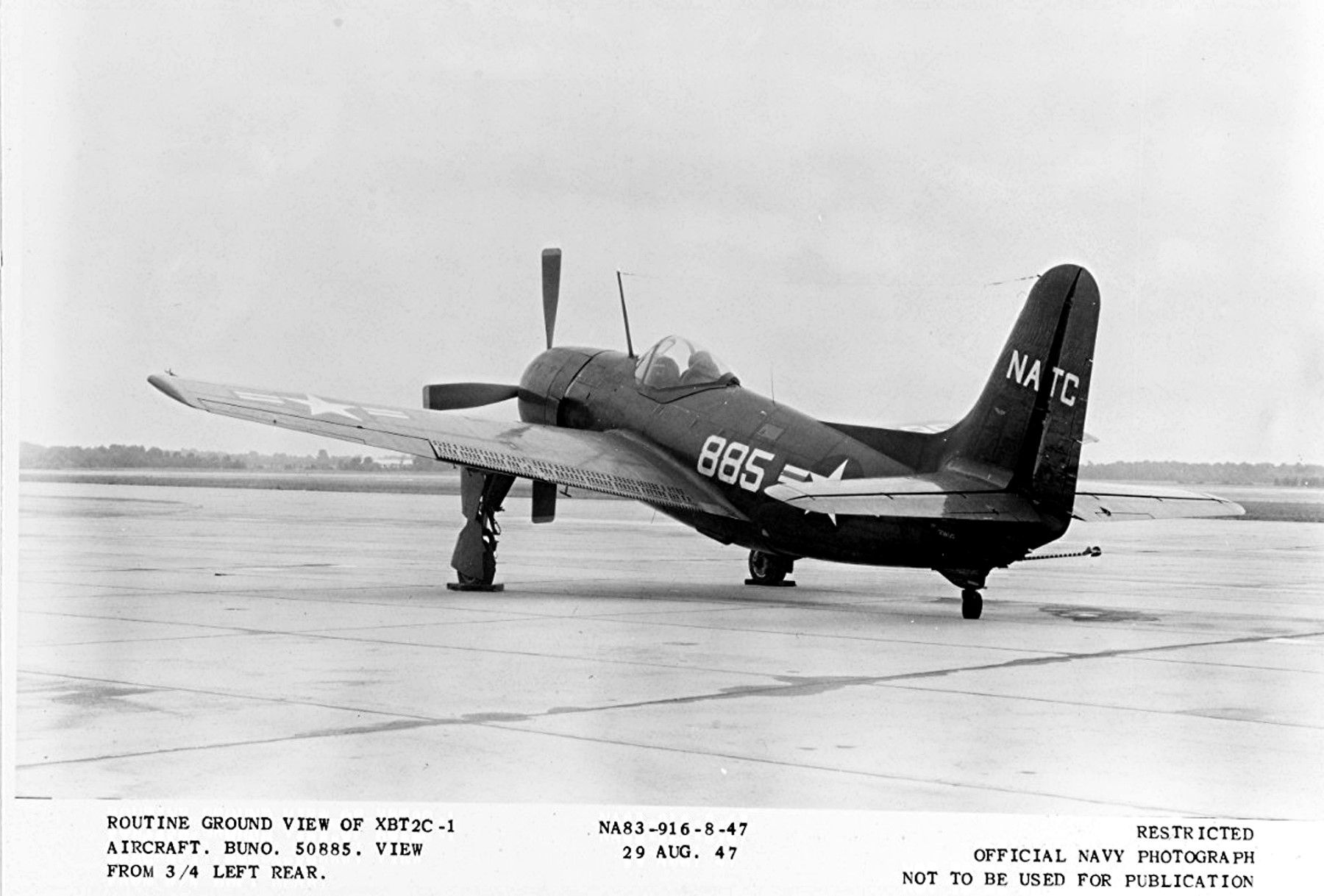
Vista tres cuartos trasera de un XBT2C-1 en tierra.

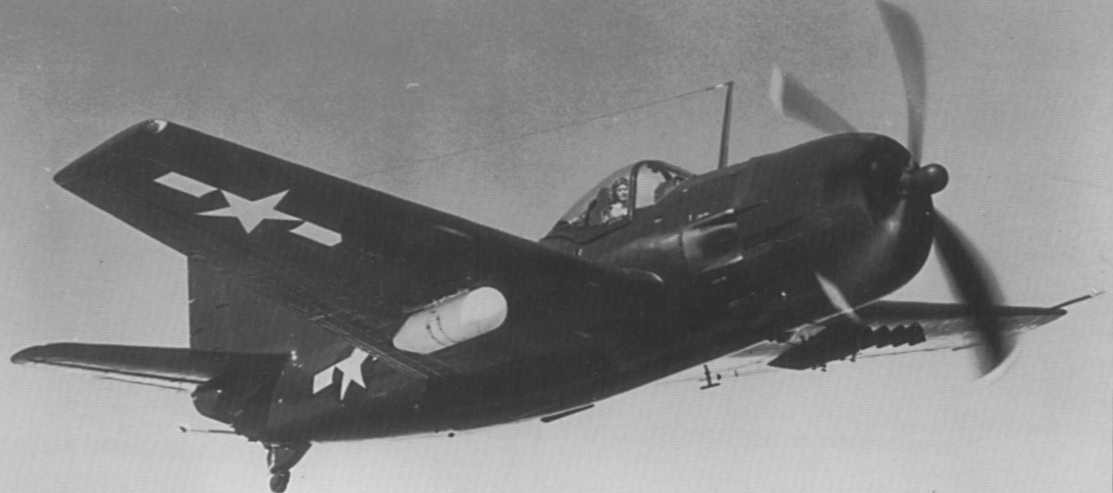
Vista inferior cercana de un XBT2C-1, mostrando el contenedor del radar AN/APS-4.

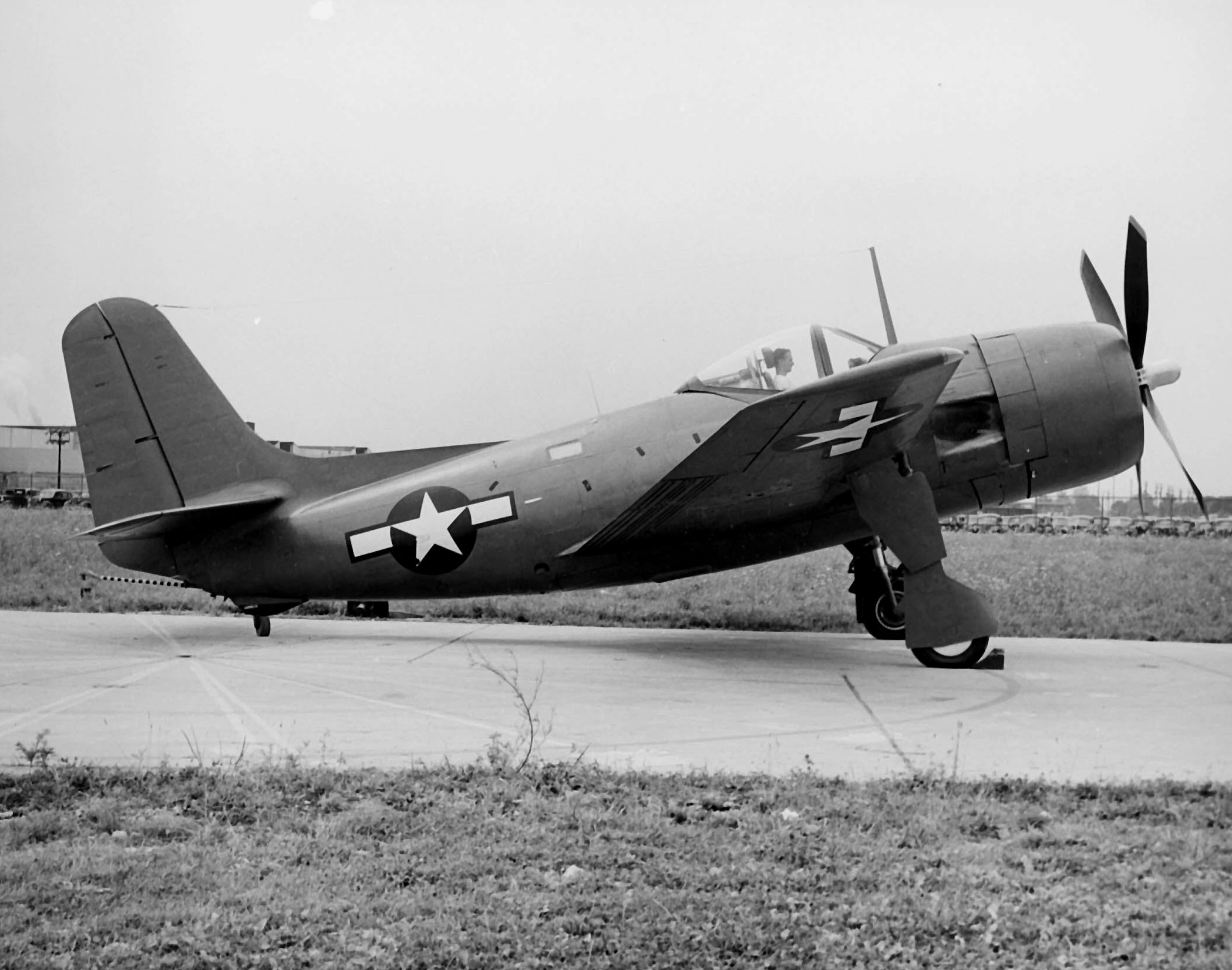
Vista lateral del XBT2C-1.

Al igual que el Helldiver, el XBT2C era un monoplano de ala baja con tren de aterrizaje convencional retráctil, aunque su más potente motor R-3350 requería de una hélice más grande de 4,17 m. Al no poderse modificar los alojamientos de las ruedas heredados del Helldiver, Curtiss utilizó un mecanismo telescópico del soporte amortiguador para proporcionar la necesaria longitud adicional del tren de aterrizaje. La altura extra del tren habría incrementado la altura del avión, con lo que ya no cabría dentro de los hangares de los portaaviones clase Essex con sus alas plegadas, hasta que la mayor parte de la punta alar por fuera de los alerones fue desmontada para reducir la altura hasta los 5,1 m. Por razones comparativas, la Armada solicitó que se instalara un ventilador de refrigeración del motor, muy parecido a los usados por varios aviones japoneses. Las pruebas mostraron que el ventilador eliminaba la necesidad de los flaps de capota tradicionalmente necesarios para refrigerar el motor y sus accesorios.
El XBT2C usaba los mismos depósitos de combustible que el Helldiver, con la adición de depósitos de 170 l. Esto aumentaba el suministro interno total del avión hasta los 1600 l, divididos entre el depósito del fuselaje de 420 l y los depósitos alares interconectados de 400 l y 170 l de capacidad. Todos los depósitos eran autosellantes. El XBT2C podía llevar 1100 l de combustible adicionales en tres depósitos lanzables. Uno podía ser instalado en el grillete central de la bodega de bombas y los otros colocados en los puntos de anclaje principales de las alas.
El armamento del XBT2C consistía en dos cañones automáticos de 20 mm en el panel central alar, cada unos con 200 disparos. La bodega de bombas contenía siete grilletes, de los que el central podía llevar municiones de hasta 910 kg en peso; cuando se cargaba al máximo, no se podían llevar otras cargas. Fue diseñado para acomodar bombas semi perforadoras de blindaje de 730 kg, bombas de alto explosivo de 910 kg, un torpedo (como el Mark 13) o el cohete Tiny Tim de 298 mm. Para evitar daños por la llama de la tobera del cohete, los Tiny Tim eran lanzados como una bomba; sus motores solo se iniciaban cuando se habían separado lo suficiente como para tirar de un cable sujeto al avión. El grillete estaba flanqueado por otros dos capaces de llevar bombas de 450 kg. Estos tres grilletes estaban provistos de trapecios que lanzaban las bombas lejos de la hélice en un picado. Los otros cuatro grilletes no se podían usar en ataque en picado y estaban limitados a 120 kg de carga cada uno. Los puntos de anclaje alares principales entre el tren de aterrizaje y el mecanismo de plegado del ala podían llevar cargas de hasta 910 kg. Los paneles alares exteriores tenían cada uno cuatro pequeños puntos de anclaje con una capacidad de 117 kg, y podían ser usados con cohetes de hasta 127 mm o bombas. El XBT2C estaba limitado a un peso total de cargas externas, incluyendo los soportes alares, de 2220 kg.
El compartimiento en el fuselaje trasero para el operador de radar fue equipado con un asiento orientado hacia atrás, dos pequeñas ventanas y una escotilla en el lateral del fuselaje. Operaba un radar de búsqueda AN/APS-4 que tenía sus transceptor y antena alojados en un contenedor aerodinámico en el punto de anclaje principal del ala de estribor. Estaba diseñado como radar de búsqueda de superficie, capaz de detectar un barco a una distancia de 48 km, pero tenía una capacidad limitada de detectar aviones (8 km). Para equilibrar la resistencia aerodinámica del avión, el punto de anclaje principal del ala de babor normalmente llevaba un depósito lanzable de 378 l.

## Historia operacional
Los nueve aviones completados fueron entregados a la Armada en el transcurso de 1946, siendo evaluados durante 1947. La documentación superviviente de las pruebas está incompleta, pero el XBT2C-1 fue declarado inferior al Douglas XBT2D durante las pruebas comparativas de lanzamiento de torpedos y más difícil de mantener que el torpedero Grumman TBF Avenger. Aunque las conclusiones de los informes de idoneidad en portaaviones no han perdurado, una de sus secciones informaba que las pruebas de aterrizaje revelaron que las prestaciones con cargas externas "eran críticas desde el punto de vista de la reserva de potencia" y que "el avión no aceleraba lo suficientemente rápido para ascender más que unos pocos pies y no puede realizar el giro a la izquierda habitual para despejar la cubierta de vuelo" cuando el oficial de señales de aterrizaje le daba una orden tardía de "abortar". Aunque se desconocen sus actividades tras las conclusiones de las pruebas, todos fueron desguazados a finales de los años 40.

## Operadores
Estados Unidos
- Armada de los Estados Unidos

## Especificaciones
Referencia datos: Curtiss Aircraft 1907–1947; Curtiss XBT2C-1 Bomber / Torpedo Aircraft Prototype

### Características generales
- Tripulación: Dos (piloto y operador de radar)
- Longitud: 11,94 m
- Envergadura: 14,50 m (6,87 m con alas plegadas)
- Altura: 3,68 m (5,08 m con alas plegadas, 6,27 m máximo durante plegado)
- Superficie alar: 38,6 m2
- Perfil alar: raíz: NACA 23017 mod.; punta: NACA 23009[14]
- Peso vacío: 5565 kg
- Peso cargado: 8628 kg
- Planta motriz: 1× motor radial de 18 cilindros y refrigerado por aire Wright R-3350-24 Duplex-Cyclone.
  - Potencia: 1900 kW (2500 hp)
- Hélices: Hamilton Standard de cuatro palas y velocidad constante
- Diámetro de la hélice: 4,17 m
- Capacidad de combustible: 1600 l, más 1100 l en depósitos lanzables

### Rendimiento
- Velocidad máxima operativa (Vno): 478 km/h a nivel del mar, 562 km/h a 5200 m (17 000 pies)
- Velocidad crucero (Vc): 282 km/h
- Alcance: 2309 km (con torpedo)
- Techo de vuelo: 8600 m (28 100 pies)
- Régimen de ascenso: 13,2 m/s (2590 pies/min)

### Armamento
- Cañones: 

  - 2x AN/M2 de 20 mm
- Bombas: 

  - 1 de 910 kg 2 de 450 kg o 2 torpedos
- Cohetes: 

  - 8 de 127 mm bajo las alas

### Aviónica
- Radar de búsqueda bajo el ala de estribor

## Aeronaves relacionadas

### Desarrollos relacionados
- Curtiss SB2C Helldiver

### Aeronaves similares
- Douglas AD Skyraider
- Martin AM Mauler
- Kaiser-Fleetwings XBTK

### Secuencias de designación
- Secuencia Numérica (interna de Curtiss): ← 95 - 96 - 97 - 98 - 99 - 100
- Secuencia BT_C (Torpederos de la Armada estadounidense, 1942-1945 (Curtiss, 1922-1962)): BTC - BT2C